# Sphaerolbia chrematistis
Sphaerolbia chrematistis är en fjärilsart som beskrevs av Edward Meyrick 1934. Sphaerolbia chrematistis ingår i släktet Sphaerolbia och familjen Lecithoceridae. Inga underarter finns listade i Catalogue of Life.